# Tabula Banasitana
La Tabula Banasitana fou trobada l’any 1957 a Banasa, concretament a les termes de l’Est. Aquest tipus de taules eren habitualment ubicades en edificis associats a la curia, i és probable que aquesta provingués del fòrum de la ciutat, situada en un lloc prou visible per servir com a propaganda de l’autoritat romana. Actualment, es conserva al Museu arqueològic de Rabat (Marroc), a uns 100 km en direcció sud-oest.
Banasa, situada a la vora del riu Sebou, va ser una ciutat púnica fundada al segle IV aC que, entre els anys 33 i 25 aC, passaria a anomenar-se Colonia Augusta Valentia Banasa.

## Descripció
[modifica]
El text està gravat sobre una placa de bronze de 64 x 42,5 cm, amb un gruix d’entre 0,6 i 0,7 cm, i un pes de 11,85 kg. El camp epigràfic mesura 57 x 38 cm, i l’alçada de les lletres oscil·la entre 0,8 i 0,9 cm. De les 53 línies del text, només la banda superior dreta de la primera línia es troba lleugerament mutilada.
L’estil epigràfic és similar al d’altres textos de finals del segle II i inicis del segle III dC. S’hi observen algunes singularitats com ara la presència de punts de separació només a les darreres línies, pocs lligams, nombroses faltes i l’eliminació d’un dels signants (damnatio memoriae).

## Contingut i datació
[modifica]
La Tabula Banasitana reuneix tres textos diferents, que haurien viatjat des de la cancelleria imperial romana fins al procurador de Tànger, i d’aquest a Banasa. Aquesta administració imperial s’encarregava de la correspondència oficial (ab epistulis), de la gestió de peticions i assumptes diversos de particulars (a libellis), de qüestions financeres (a rationibus) i de la recepció de denúncies i plets (a cognitionibus)¹.

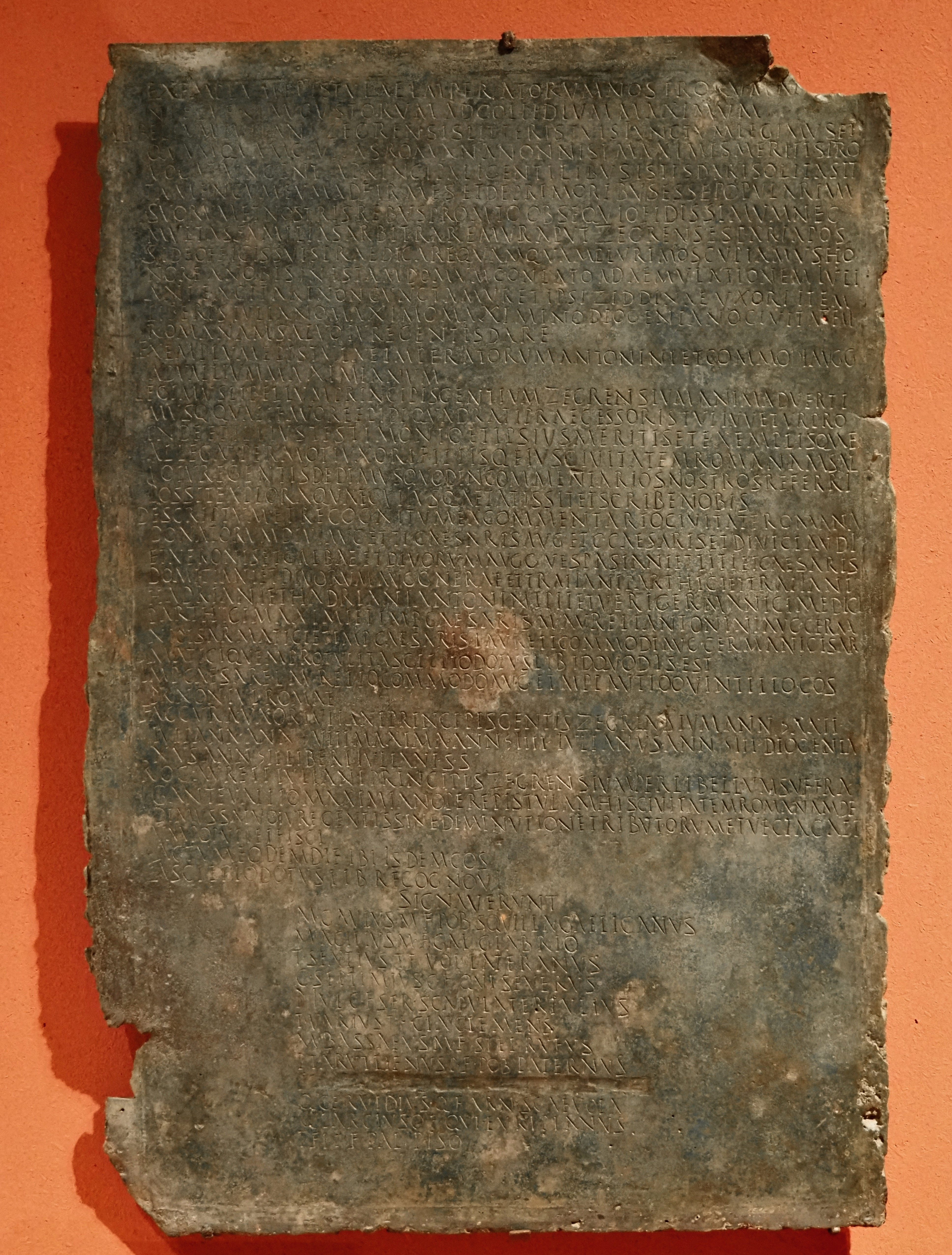
Tabula Banasitana. Finals del segle II d.C.

El primer text, datat entre els anys 168 i 180 dC, correspon a una carta dels emperadors Marc Aureli (161-180 dC) i Luci Vero, adreçada al governador Coiiedius Maximus de la Mauretania Tingitana, mitjançant la qual es concedia la ciutadania romana als Zegrenses²: Julianus (princeps gentium Zegrensium), la seva esposa Ziddina i els seus fills (Julianus, Maximus, Maximinus i Diogenianus).
El segon text, de principis de l’any 177 dC, és una carta dels emperadors Marc Aureli i Còmmode (180-192 dC) al governador Vallius Maximianus, en què s’atorga la ciutadania romana a Faggura, esposa d’Aurelius Julianus (fill de Julianus), i als seus fills.
El tercer text, datat el 6 de juliol de l’any 177 dC, és un extracte del Commentarius imperial, que acorda la ciutadania romana a Faggura, esposa d’Aurelius Julianus, i als seus fills (Juliana, Maxima, Julianus i Diogenianus). Aquest Commentarius fou presentat pel llibert imperial Adclepiodotus al Consilium principis perquè es procedís a la seva inscripció. Aquest consell estava format per dotze membres molt propers a l’emperador, que exercien o havien exercit magistratures dins de l’ordo senatorius i l’ordo equester, i entre els quals probablement hi hauria Sex. Tigidius Perennis, eliminat en ser considerat, l’any 185, enemic públic³.

## Consideracions
[modifica]
La concessió de la ciutadania romana (salvo iure gentis) fou una política dirigida a romanitzar els dirigents i les persones destacades dels pobles indígenes amb l’objectiu d’evitar, endarrerir o prevenir incursions i rebel·lions berbers⁴. L’expressió ius gentis significava que Julianus i la seva família mantenien els seus privilegis i deures tradicionals (sacerdocis, honors, praemia, munera…), i, en les seves relacions amb la seva tribu, s’aplicava la llei local i no el dret romà.
El dret romà no atorgava automàticament la ciutadania romana a l’esposa d’un ciutadà romà ni als seus fills⁵. Per tant, calia formalitzar la petició mitjançant una subscriptio associada al libellus de l’interessat. Aquest beneficium s’obtenia fruit d’una indulgentia imperial, amb la intervenció del procurador de la província. Per accedir a la ciutadania, calia demostrar lleialtat a Roma.
La ciutadania romana estava vinculada no només a les disposicions dictades des de Roma, sinó també a les lleis, tradicions i costums del dret públic i privat de cada ciutat o poble⁶. Així, Julianus, tot i la seva romanització, continuava essent un Zegrensis entre la seva família i els seus populares, entre les seves tribus (gentes) i els seus clans (familiae), a la seva llar (domus) i dins la confederació de tribus Zegrenses, de les quals el seu fill Aurelius Julianus arribaria a ser Princeps Zegrensium⁷.
La política d’atorgar la ciutadania als notables d’aquestes tribus tenia com a objectiu reforçar la lleialtat a Roma i evitar les incursions dels pobles berbers. Des de la conquesta de la Mauretania Tingitana, la regió havia patit constants episodis d’inestabilitat, principalment a causa de les incursions de les tribus del sud, que arribaren fins i tot a penetrar a la Bètica a finals del segle II dC.
Després de la pacificació de Sala Ieniter l’any 140 dC, el cap de la tribu dels Baquates⁸, Tuccuda, havia rebut la ciutadania romana. Coiiedius Maximus hauria seguit la mateixa estratègia diplomàtica amb Aurelius Julianus, compensant així la manca d’efectius militars i fomentant l’aïllament de les tribus rebels.